# Amatsu-jinja
L'Amatsu-jinja (天津神社) est un sanctuaire shinto situé à Itoigawa, préfecture de Niigata.

## Histoire
Amatsu est l'un des principaux sanctuaires shinto (ichi-no-miya) de l'ancienne province d'Echigo. C'est à présent l'un des ichi-no-miya de la préfecture de Niigata. Les kamis vénérés y sont :
- Ninigi no mikoto (瓊瓊杵尊?), également connu sous le nom d'« Amatsuhikohikoho Ninigi no mikoto[1] » ;
- Amenokoyane no ookami (天児屋根神?)[1] ;
- Futodama no mikoto (太玉命?)[1].